# Francesco Rognoni Taegio
Francesco Rognoni Taegio (Milà, Llombardia, 1585 - 1626) fou un músic italià.
Fou mestre de capella de Sant Ambrosi de Milà, on residí pràcticament tota la seva vida, i on es dedicà a la composició entre d'altres de salms i composicions per a orgue.

## Obres
- Misses, a 5 veus.
- Motets,
- Madrigals, a 5 veus,
- Correnti e Gagliarde,
- Aggiunta dello scolaro di violino,
- Selva di varii passagi secondo l'uso moderno,

El seu pare Riccardo Rognoni i el seu germà Giovanni Domenico Rognoni Taegio també foren músics i compositors.